# Mystrocneme
Mystrocneme is een geslacht van vlinders van de familie spinneruilen (Erebidae), uit de onderfamilie Arctiinae.

## Soorten
- M. albicorpus Kaye, 1911
- M. atavia Hampson, 1898
- M. sectum Kaye, 1911
- M. varipes Walker, 1854